# Pseudanomalon hugin
Pseudanomalon hugin là một loài tò vò trong họ Ichneumonidae.